# Ormož
Ormož (německy Friedau, maďarsky Ormosd) je město a středisko stejnojmenné občiny ve Slovinsku v Podrávském regionu. Nachází se těsně u hranic s Chorvatskem, asi 20 km východně od Ptuje. V roce 2019 zde žilo 2 011 obyvatel. Nachází se zde hraniční přechod Ormož-Otok Virje.
Kolem města protéká řeka Dráva, městem prochází silnice 2. Sousedními městy jsou Ljutomer a Ptuj.